# Molenwaard
Molenwaard é um município da província da Holanda do Sul, nos Países Baixos. O município tem 29 230 habitantes (30 de abril de 2017, fonte: CBS) e abrange uma área de 126,47 km² (dos quais 8,18 km² é água).

## Ligações externas

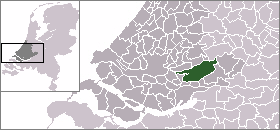
Município de Molenwaard